# Anton Ažbe

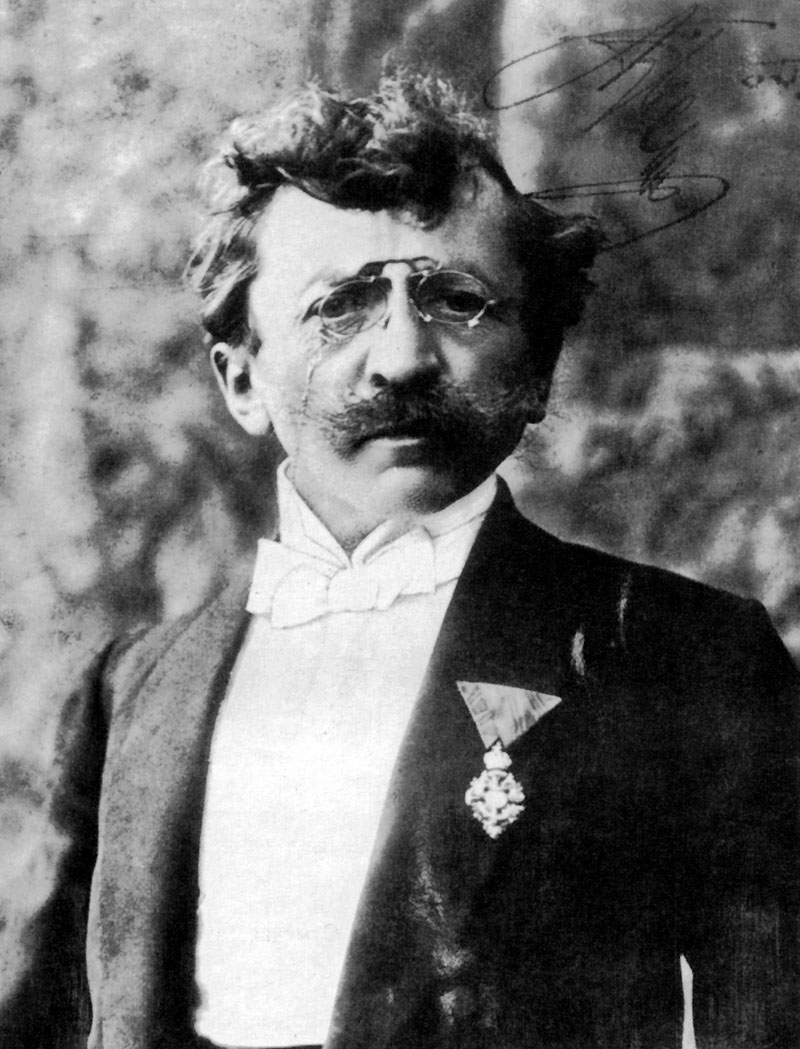
Anton Ažbe (1904)

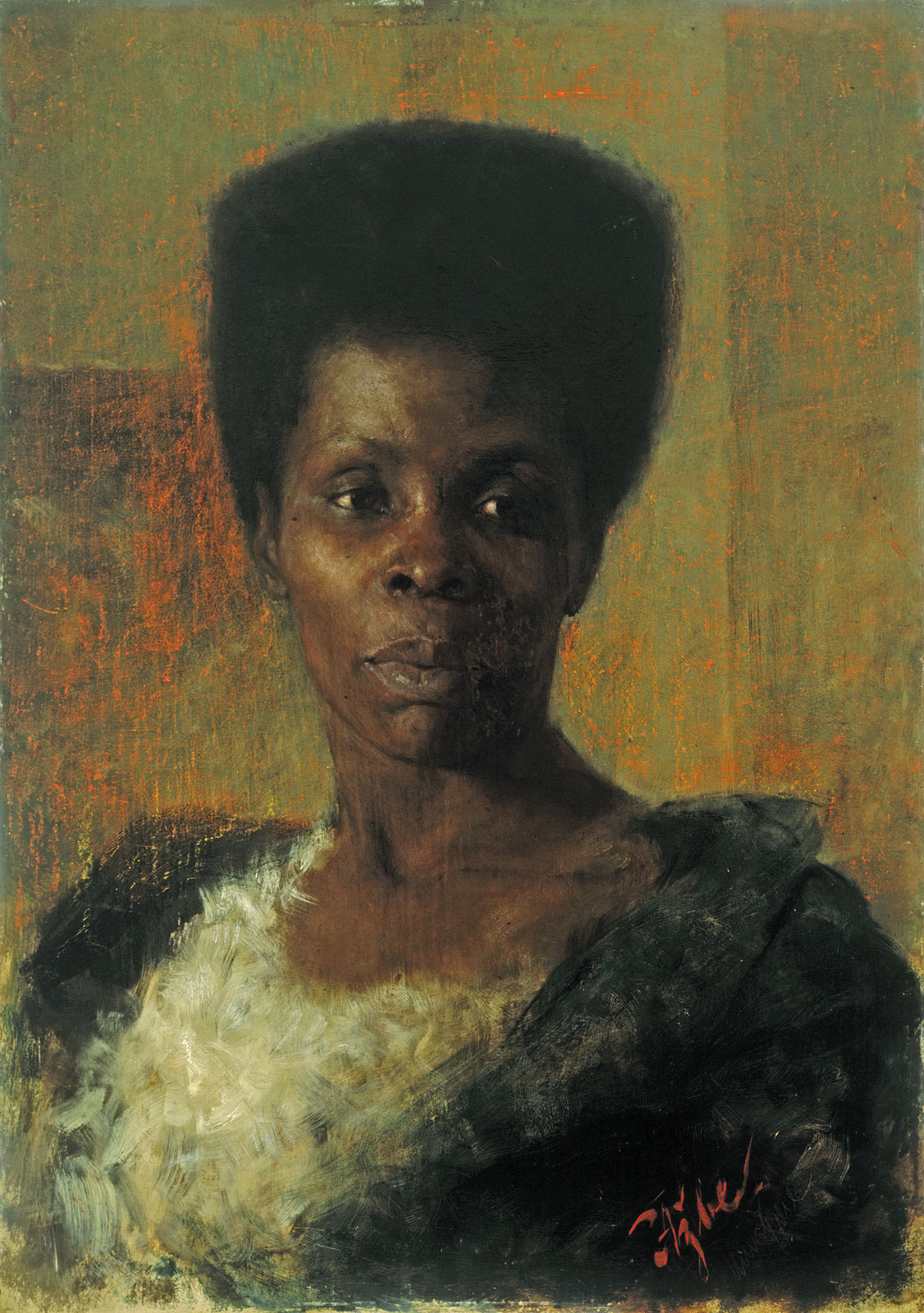
Anton Ažbe: Zamorka (1895, 39,5 cm x 55 cm)

Anton Ažbe (30. května 1862 Dolenčice, Gorenja vas – Poljane, Kraňsko, Rakouské císařství – 6. srpna 1905 Mnichov) byl slovinský malíř.
Anton Ažbe byl od narození postižený a neduživý, osiřel v útlém věku. K práci v zemědělství se nehodil, byl proto poslán do učení na kupce, ale odtud odešel k nazarénovi Janezi Wolfovi do Lublaně a pak do Vídně a Mnichova. Ve věku 30 let Ažbe založil svou vlastní školu malířství v Mnichově. Ta přilákala mnoho východoevropských studentů.
Ažbe učil „velkou čtyřku“ slovinských impresionistů (Rihard Jakopič, Ivan Grohar, Matej Sternen, Matija Jama), celou jednu generaci ruských malířů (Ivan Bilibin, Mstislav Dobužinskij, Igor Grabar, Vasilij Kandinskij, Dmitrij Kardovskij a Kuzma Petrov-Vodkin a další) ale i Čechů (např. Ludvík Kuba). Ažbeho učební metody převzali a užívali ruští umělci jak doma (Grabar, Kardovskij) tak i v emigraci (Bilibin, Dobužinskij).

## Životopis

### Studium ve Vídni 1882–1884
Na podzim 1882 odešel Ažbe studovat na akademii do Vídně, kde setrval čtyři semestry. Jeho učiteli byli kromě jiných Siegmund L’Allemand, August Eisenmenger a Christian Griepenkerl, ve stejném ročníku se Ažbe setkal i mladým srbským malířem Urošem Predićem. Ve Vídni ale nebyl se studiem spokojen.

### Studia v Mnichově 1884–1891
V roce 1884 se Ažbe rozhodl pokračovat ve studiu na Akademii výtvarných umění v Mnichově. Zde od 10. října navštěvoval přednášky antického umění, ale pak se upnul na přednášky Gabriela von Hackla, který pocházel z Mariboru na řece Drávě. Ažbe, společně se slovinským krajanem a spolužákem Ferdo Veselem, odešel v roce 1885 na Allgemeine Malschule Ludwiga von Löfftze.
Ažbeho v roce 1900 vyznamenal František Josef I. Řádem Františka Josefa. Po navštěvování speciálního kurzu u Sándora Wagnera Ažbeho jeho krajané Ferdo Vesel a Rihard Jakopič přesvědčili, že by si měl otevřít vlastní atelier.
Nejznámějším Ažbeho obrazem je ženský portrét »Zamorka« (1895), který je vystaven Národní galerii v Lublani. 

## Ažbeho žáci
K Ažbeho žákům patřili:
- Vladimir Georgijevič Bechtějev
- Ivan Jakovlevič Bilibin
- Erma Bossi
- David Davidovič Burljuk
- Mstislav Valerianovič Dobužinskij
- Felix Eisengräber
- Elisabeth Ivanovna Epstein
- René Francillion
- Robert Genin
- Ivan Grohar
- Igor Emmanuilovič Grabar
- Iosif Iser
- Rihard Jakopič
- Matija Jama
- Alexej von Jawlensky
- Petras Kalpokas
- Vasilij Kandinskij
- Dmitrij Kardovskij
- Ludvík Kuba
- Karl Friedrich Lippmann
- Jelena Lukš-Makovská
- Milan Milovanović
- Josip Račić
- Fanny zu Reventlow
- Attila Sassy
- Matej Sternen
- Hans Huber-Sulzemoos
- Ferdo Vesel
- Alfred Wickenburg
- Eugeniusz Zak
- Sandor Ziffer

## Galerie

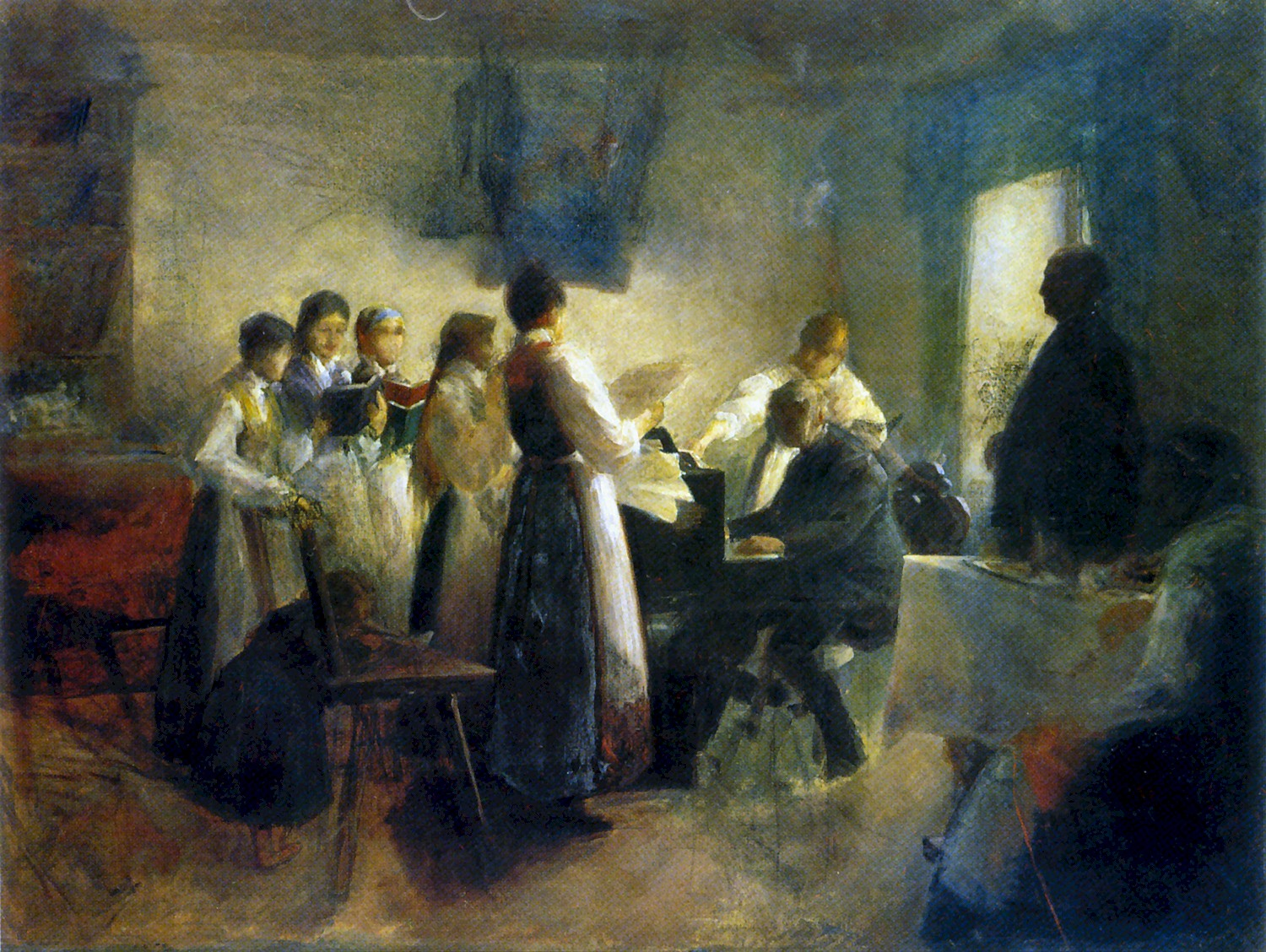
Pevska vaja, olej na plátně, kolem roku 1900, 160 × 123 cm
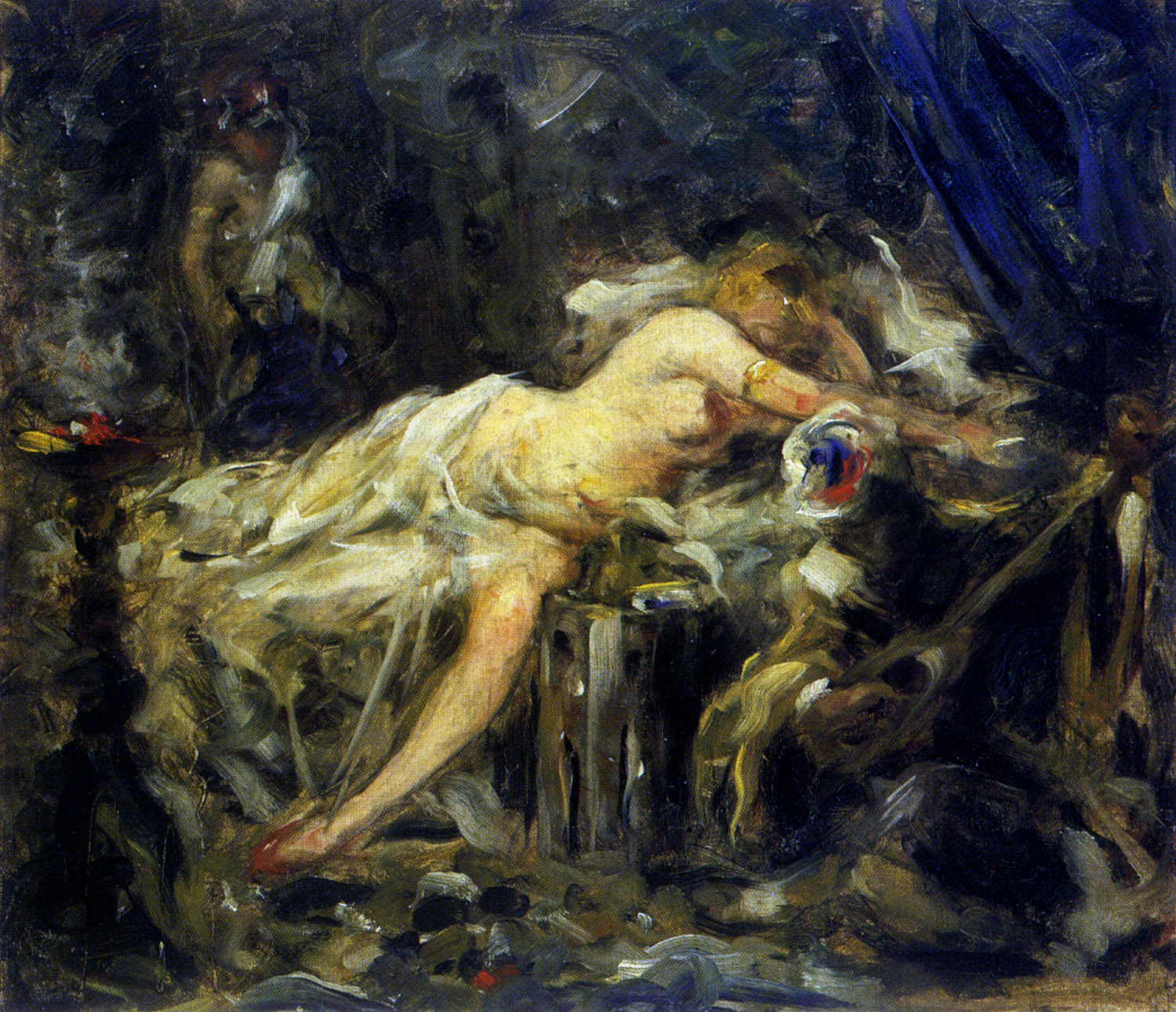
V haremu, olej na plátně, 1903, 51,3 × 44,3 cm

## Ocenění
- 1900 Řád Františka Josefa
- 1904 Řád svatého Sávy